# Nomada pseudops
Nomada pseudops är en biart som beskrevs av Cockerell 1905. Nomada pseudops ingår i släktet gökbin, och familjen långtungebin. Inga underarter finns listade i Catalogue of Life.